# Резня в Васси
Резня в Васси (фр. Le massacre de Wassy) — массовое убийство католиками французских протестантов в городке Васси в Шампани, произошедшее 1 марта 1562 года. С этого события начались Гугенотские войны, продолжавшиеся до принятия Нантского эдикта в 1598 году.

## Предыстория
В первые годы царствования Карла IX правившая Францией королева-мать Екатерина проводила политику религиозного примирения. Это предполагало расширение прав гугенотов и ограничение влияния семьи де Гизов, которая возглавляла ультракатолическую партию. В январе 1562 года был опубликован Сен-Жерменский эдикт, впервые разрешавший гугенотам отправлять их культ (правда, за пределами городских стен и не в дни католических праздников) и обязывавший их оставить захваченные ранее католические храмы.
Эдикт произвёл эффект, обратный ожидаемому. Католики были возмущены идеей компромисса как такового, причём Парижский парламент отказался ратифицировать эдикт. Гугеноты же считали сделанные им уступки недостаточными и продолжали захват храмов и проведение своих служб в городах. В этой ситуации любое малозначительное столкновение могло стать поводом к масштабной гражданской войне.

## События в Васси
1 марта 1562 года Франсуа де Гиз с сильным вооружённым отрядом проезжал через городок Васси в своих владениях. Он возвращался из Жуанвиля, где навестил свою мать. В Васси герцог хотел отстоять мессу, но выяснилось, что в риге рядом с церковью собрались около тысячи местных гугенотов. Это было безусловным нарушением Сен-Жерменского эдикта.
Поскольку каждая из сторон религиозного противостояния в дальнейшем использовала события в Васси в своей пропаганде, чтобы продемонстрировать нетерпимость и невосприимчивость к разумным доводам другой стороны, единого мнения о случившемся нет. Гугеноты утверждали, что люди Гиза, узнав о собрании в риге, тут же атаковали безоружных и неготовых к сопротивлению «еретиков». По данным католиков, гугеноты намеренно провоцировали Гиза и его свиту, распевая псалмы прямо перед входом в церковь, а в ответ на требование герцога соблюдать эдикт начали оскорблять его и бросать камни. Один из камней попал Гизу в лицо, и тогда его люди атаковали нарушителей порядка. В последовавшей схватке были убиты больше пятидесяти гугенотов и ещё не менее ста были ранены.

## Последствия
После резни Гиза встретили в Париже как национального героя. С другой стороны гугенотская пропаганда возложила на герцога всю вину за кровопролитие; два вождя протестантской партии, Конде и Колиньи, в течение марта объединили свои отряды к югу от Парижа. Королева-мать была вынуждена заключить союз с Гизами и отменить Сен-Жерменский эдикт. Началась Первая гугенотская война.
Франсуа де Гиз прожил после резни в Васси меньше года: 24 февраля 1563 года он погиб от пули гугенота Польтро де Мере.